# Geotrupes ibericus
Geotrupes ibericus es una especie de coleóptero de la familia Geotrupidae.

## Distribución geográfica
Habita en la península ibérica (España y Portugal).